# Зеница (филм)
Зеница је југословенски играни филм из 1957. године. Режирали су га Милош Стефановић и Јован Живановић. У Југославији је први пут приказан 22. јануара 1957. године. Бави се питањем међусобних односа стручњака који су дошли на рад у жељезару и мале провинцијске средине. Филм се бави и питањем еманципације жене у посљератном периоду.

## Радња
Нагла индустријализација земље захтева много одрицања. Да би наставио са изградњом првих постројења у Зеници, млади инжењер Бора спреман је да жртвује заједнички живот са женом чији се снови сукобљавају са стварношћу.

## Улоге
| Глумац                 | Улога               |
| ---------------------- | ------------------- |
| Раде Марковић          | Бора                |
| Гордана Милетић        | Дивна               |
| Мата Милошевић         | Чика Пјер           |
| Столе Аранђеловић      | Хасан               |
| Михајло Викторовић     | Зденко              |
| Никола Поповић         | Авдага              |
| Светлана Мишковић      | Емина               |
| Драгослав Поповић      | друг Бартић         |
| Виктор Старчић         | професор            |
| Павле Вуисић           | Рајко               |
| Никола Милић           | комшија             |
| Вера Стефановић        | комшиница           |
| Милош Сами             |                     |
| Нада Занфировић        |                     |
| Света Милутиновић      |                     |
| Крста Станковић        |                     |
| Жарко Велицки          |                     |
| Никола Гашић           |                     |
| Драгомир Бојанић Гидра | радник у железари 1 |
| Милорад Самарџић       | радник у железари 2 |
| Милица Мијатовић       | Француз             |

Комплетна филмска екипа  ▼
| Редитељ                   | Милош Стефановић       |                             |
| Редитељ                   | Јован Живановић        |                             |
| Сценариста                | Богдан Јовановић       |                             |
| Сценариста                | Милош Стефановић       |                             |
| Композитор                | Бојан Адамич           |                             |
| Директор фотографије      | Јосип Новак            |                             |
| Монтажер                  | Јелена Бјењаш          |                             |
| Сценограф                 | Драгољуб Лазаревић     |                             |
| Уметнички директор        | Слободан Мијачевић     |                             |
| Декоратер сцене           | Лазар Цветковић        |                             |
| Костимограф               | Мира Глишић            |                             |
| Одсек за шминку           | Ванда Петровић         | шминкерка                   |
| Одсек за шминку           | Милица Симончевић      | шминкерка                   |
| Менаџер продукције        | Салко Бојчић           | помоћник организатора       |
| Менаџер продукције        | Миљенко Гулам          | помоћник директора филма    |
| Менаџер продукције        | Теодор Палигорић       | директор филма              |
| Менаџер продукције        | Миодраг Микос Петровић | вођа снимања                |
| Помоћник режије           | Димитрије Станчуловић  | помоћник редитеља           |
| Уметнички одсек           | Свето Костадинов       | сценски реквизитер          |
| Одсек за звук             | Милан Тричковић        | тон мајстор                 |
| Одсек за звук             | Иван Закић             | микроман                    |
| Одсек за камеру и расвету | Борислав Бранковић     | вођа расвете                |
| Одсек за камеру и расвету | Илија Чеперац          | пратилац камере             |
| Одсек за камеру и расвету | Абдула Фетовски        | техничар за расвету         |
| Одсек за камеру и расвету | Петар Љутић            | фотограф                    |
| Одсек за камеру и расвету | Миливоје Миливојевић   | пратилац камере             |
| Одсек за камеру и расвету | Ђорђе Николић          | пратилац камере             |
| Одсек за костим           | Мирослава Матић        | гардеробер (као Мира Матић) |
| Одсек за костим           | Марија Пешић           | гардеробер                  |
| Одсек за монтажу          | Љубица Нешић           | асистент монтажера          |
| Музички одсек             | Бојан Адамич           | диригент                    |
| Музички одсек             | Петар Радосављевић     | музички уредник             |
| Остала екипа              | Вера Стефановић        | секретар режије             |